# Zichy Géza
Zicsi és vásonkeői gróf Zichy Géza Emil János (Sztára, 1849. július 23. – Budapest, 1924. január 14.) magyar író, drámaíró, színműíró, zeneszerző, félkarú zongoraművész, belső titkos tanácsos, császári és királyi kamarás, főrendiházi tag. 1875-től 1918-ig, 43 éven keresztül a Nemzeti Zenede elnöke. 1891–1894 között az állami színházak (Nemzeti Színház valamint a Magyar Királyi Operaház) intendánsa. 1895-től 1916-ig, 21 esztendőn keresztül a Magyar Királyi Operaház zeneszerző-vendégkarnagya. 1876-tól a Petőfi Társaság, 1878-tól a Kisfaludy Társaság, 1911-től a Magyar Tudományos Akadémia tiszteletbeli tagja.
„[…] Több mint fél évszázadon át alig volt a magyar zenei életnek olyan eseménye, melynek megindításában és eredményei érdekében ne tevékenykedett volna […] Nézeteinek, szavának rendkívüli súlya volt […] A köztudatban Zichy Géza gróf és a Nemzeti Zenede egyet jelentett.”
Zongorázását olyan tökélyre fejlesztette, hogy később azt mondták róla: „fél keze van, de négykezest játszik vele”.

## Élete

### Családja és származása
|  |  |

A gróf Zichy család sarja Sztárán, a család Zemplén megyei birtokán született negyedik gyerekként. Édesapja gróf Zichy Lipót (1805–1869) császári és királyi aranykulcsos, nagybirtokos. 
Édesanyja gróf sztárai és nagymihályi Sztáray Mária Johanna Kunigunda (1821–1891) csillagkeresztes hölgy volt.
|  |  |

Az apai ági felmenői között, szemben az anyai ággal, nem voltak zeneértők. Az édesanyja szépen énekelt és zongorázott, a Szirmay nagymama pedig Hummelnél tanult. Szerzeményeit – szonátákat, kantátákat – le is írta.

### Ifjúsága (1849–1869)
|  |  |  |  |

Háromévesen kezdett az édesanyja zongoráján – mint írta: – „kalimpálni”, éppen hogy elérte a billentyűket. Ötévesen kapta első zenetanárát – Machalitzkinek hívták –, s néhány hónap múlva már minden darabot képes volt hallás után megtanulni, de még nem látszott, hogy mire (lesz) képes. Apja kérdésére, hogy „jól halad-e a kis muzsikus?”, a tanára azt mondta, hogy „a jobbkéz rendkívül ügyes, de a balból soha nem lesz semmi”. Csendes, visszahúzódó természetű volt – „még a végen csuhás lesz” – morgolódott az apja. Bátyjai: Elek, Ernő és Sándor viszont nagyon elevenek voltak. Különösen Ernő, akiben „ötszázezer ördög lakott”, és nem szenvedhette zongorázást. Többször el is tángálta Gézát emiatt, mire az, hogy bosszantsa, elkezdett hegedűt is tanulni.  A gyerekekhez nevelőt fogadtak – Csiky Mihálynak hívták, és később Zichy tetétleni birtokának gondoka lett –, valamint egy franciatanárt.
1861-ben meghalt az apai nagyapja, akinek nagyszombati házában élt szüleivel és testvéreivel kétéves kora óta. Apai örökrésze lehetővé tette, hogy a pezsgő kultúrájú Pozsonyba költözzenek, s a gyerekek magasabb színvonalú képzést kapjanak. Zichy két zenetanárát említi hálával: Spányik asszonyt, aki a zongoratechnikáját fejlesztette, és Fraymann urat, aki a zeneszerzésben ösztönözte. A nyarakat seregélyesi vagy tetétleni birtokukon töltötték, ahol a gyerekek lovagolni és vadászni is megtanultak. „A zene és a vadászat lett életem legnagyobb szenvedélye.” 
1863. szeptember 24-én balesetet szenvedett, melynek következtében jobb karját amputálni kellett. A vadászat színhelyére érve ugyanis leugrott a bakról, s a mozgó kocsi hátsó ülésén levő, csőre töltött sörétes puskája után nyúlt, amely valahogy beakadt, elsült, és szétroncsolta a jobb felkarját. Csak a család velük levő, tapasztalt katonatiszt barátjának – Nimptsch Pálnak – a lélekjelenléte mentette meg attól, hogy a helyszínen elvérezzen. Felgyógyulása után elkeseredés helyett megkettőzött ambícióval kezdett új életet: „Bezártam ajtómat — mondja az emlékirataiban — s felöltöztem egyedül. Az ajtókilincs, a bútorok, lábam, fogaim mind segítségül szolgáltak. Az ebédnél nem ettem olyan ételből, melyet magam felvágni nem bírtam s a legcsekélyebb szolgálatot sem fogadtam el. Ma már almát hámozok, magam vágom le a körmeimet, egyedül öltözködöm, lovagolok, négyes fogatot hajtok, golyóval, söréttel jó vadász vagyok, sőt kissé zongorázni is megtanultam. Az ember egy kézzel is lehet független, csak tudni kell, hogyan.” Megfogadta, hogy ha egy éven belül nem lesz képes egy kézzel mindarra, amit mások két kézzel tesznek, fejbelövi magát. Természete alapvetően megváltozott: „Gyáva, akaratnélküli gyermek voltam, és néhány hónap alatt a szerencsétlenség energikus, bátor ifjút formált belőlem.” Pozsonyba visszatérve megkettőzött intenzitással ismét felvette vívóleckéit, kikísérletezte, hogy hogyan lehet helyettesíteni a zongorán a jobb kezet a bal hüvelykujjal, behozta elmaradását a gimnáziumban, 1864 augusztusában kitűnő eredménnyel levizsgázott, és az ősz megint Seregélyesen találta lóháton, és vadászpuskával a vállán.
1866. március 25-én a pozsonyi Redoute nagytermében lépett fel először a félkezű zongorajátékával, és nagy sikert aratott: „csodákat művelt“, a legnehezebb részeket is „könnyedén játszotta.” A műsorban elhangzott Zichy saját szerzeménye, a Magyar táncok is. Hasonló sikere volt 1867-ben Pesten, valamint Ischlben, a K.u.K előkelőségek nyaralóhelyén.
1866 őszén, sikeres érettségi vizsga után, apja kívánságára jogi tanulmányokba kezdett Pozsonyban. Ugyanakkor Mayrberger Károlynál, a pozsonyi tanítóképző intézet tanáránál – aki a zenét mint a matematika és a lelkesedés ötvözetét hirdette – zenei stúdiumokat is folytatott, viszont a „száraz” zeneelméletet nehezen viselte. Az államvizsgát 1870-ben, egy évvel édesapja halála után tette le – minden tárgyból kitűnő eredménnyel.

### Virtuóz és szépíró évek (1870–1890)
|  |  |  |  |

1870-ben, tanulmányai befejeztével az 1867-es kiegyezés óta hatalmas iramban fejlődő, Bécshez és Párizshoz hasonlóan szerkezetében, infrastruktúrájában, népességében és kultúrájában gyökeresen átalakuló magyar fővárosba került, és állami szolgálatba lépett. Először Eötvös József közoktatási miniszter elnöki irodájában, majd annak halála után a belügyminisztériumban kapott állást. Folytatta a zenei tanulmányait is: Mayrberger javaslatára Volkmann Róbertnél, aki eleinte nagyon nem akart vele foglalkozni („minek egy grófnak zeneelmélet?”), de miután Zichy nem tágított, beleegyezett, hogy „megtanítsa a legszükségesebbekre, hogy képes legyen önállóan elsajátítani azt, amire szüksége van”. Zách Klára c. balladájának bemutatóját követően Liszt Ferenc is a pártfogásába vette Zichyt. Az első tanórán „Liszt zongorához ült s eljátszotta balladámat. Ó egek, hogy játszotta azt! Az egyhangúnak talált részeket azonnal megváltoztatta, transzponálta; a főmotivumot kibővítette, egyúttal kidíszítette futamok aranyesőjével, s közben mindig azt mondta: «Tudom, hogy Ön ezt így gondolta, de nem egészen ilyenre sikerült!» Meg akartam csókolni a kezét, de ő megölelt s azt mondta: «Majd közel kerülünk egymáshoz és remélem, mestere meg fogja nekem bocsátani, ha foglalkozni fogok Önnel!» Midőn a nagy embertől távoztam, szédültem, s egy új világ tárult fel szemeim előtt.”
1871. szeptember 10-én Budapesten feleségül vette Karátsonyi Melániát. Házasságukból hat gyermek született: Margit (1874–1963), Géza (1882–1941), Ilona (1872–1911), Mária (1875–1944), Sándor (1886–1890) és Aladár (1890–1895).
Nagy múltú, befolyásos család tagjaként Zichyt szívesen látták politikai és kulturális körökben. Szabadon dönthetett, milyen területen kívánja kibontakoztatni képességeit. Származása, vagyoni helyzete révén tagja volt a főrendi háznak, ezért nyitva állt előtte a politikai pálya is. Irodalmi és zenei körökben pozitívan értékelték az első szárnypróbálkozásait. A sajtó sem a főúri műkedvelőt látta benne, hanem a tehetséges pályakezdőt, aki az önmegvalósításhoz vezető irányt keresi. Szinte kizárólag csak jó szándékú, építő kritikákat kapott: az egyéni gondolat, hang, stílus hiányát kezdetinek és átmenetinek ítélték.
Első nyilvános irodalmi fellépése 1870-ben volt. Előbb az Esti Lapokba dolgozott, majd a Fővárosi Lapokba. Szigligeti Ede Trónkereső című drámáját s több népdalt németre fordított. Közreműködött magyar költemények franciára fordításában is. Első önálló eredeti munkája a Justus álnéven írt Phrenolog című vígjáték volt, amely 1871-ben sikerrel került színre a Nemzeti Színházban. Ezt követte Az álom regénye című könyve 1872-ben, A boldogság útja című költői elbeszélése 1875-ben, A szerelem harca című drámája 1876-ban, és első verseskötete 1877-ben. Írt egy költői beszélyt (elbeszélést) A leányvári boszorkány címmel, amelyet gróf Zichy Mihály illusztrált.
A politikusi pálya nem vonzotta. Amikor szóba került mint az Osztrák–Magyar Monarchia közös pénzügyminisztere, nem kapott az alkalmon. Hajdú vármegye főispáni tisztségét sem vállalta el.
|  |  |  |  |  |

Bár irodalmi munkásságát élete végéig folytatta, az, hogy tevékenységének súlypontja a zene lett, Liszt Ferenc hatásának tulajdonítható. Ő bátorította, hogy fejlessze balkezes zongorajátékát, mert meglátta benne, hogy egy kézzel többre képes, mint a kétkezű zongoristák túlnyomó többsége, de ugyancsak ő figyelmeztette, hogy  „Az örökölt fényes név a nyilvános művészi pályán megkönnyíti a kezdetet, de megnehezíti a győzelmet.” Zichy megfogadta, hogy ha sikeres koncertzongorista lesz belőle, minden abból származó bevételét jótékonyságra fordítja. Így is tett. Élete során egyetlenegyszer „szegte meg” a fogadalmát. Liszttel annak haláláig szoros kapcsolatban maradt. Vendégül is látta tetétleni otthonában, kísérője volt magyarországi utazásain, hangversenykörútjain, melyek során együtt is felléptek. Úgyszintén Liszt hatása – „génie oblige” –, hogy Zichy ragaszkodott ahhoz, hogy fellépéseit – a kor szokásával ellentétben – rangjának, címeinek, kitüntetéseinek feltüntetése nélkül, egyszerűen csak nevével hirdessék meg.
1875-ben megválasztották a Nemzeti Zenede elnökének. Ezt a tisztséget 43 éven keresztül viselte, amíg 1918-ban, a Károlyi-kormány alatt el nem távolították.
1870 és 1890 között szinte állandóan úton volt: Olaszországban, Németországban, Franciaországban, Belgiumban, Oroszországban, Ausztriában, Romániában, a skandináv államokban hangversenyezett. Ezekben az években és elsősorban a saját fellépéseihez komponálta a zongoraműveinek túlnyomó többségét. „Szent Isten, mire lenne képes, ha mindkét keze meglenne” – mondták a csodálói. Mire Zichy: „Biztos nem zongoráznék nyilvánosan, mert Liszt, Rubinstein és sok más mester után nem mertem volna zongorista pályára lépni.”  A berlini közönség és a kritika nem tudta eldönteni, hogy a szemének vagy a fülének higgyen. Joachim tanúsítása és a Bösendorfer cég hivatalos közleménye ellenére ragaszkodtak ahhoz, hogy a zongora kifejezetten a balkezes játékra lett konstruálva, vagy különleges kiegészítőkkel lett felszerelve, mert a Zichy által produkált hanghatást másképp nem lehet megvalósítani. Zichy technikájának a lényegét a következőképp foglalta össze: „Ha egy kézzel zongorázunk, három különböző billentést kell használni. Mindazokat a hangokat, amelyek mint basszus tovább kell hogy hangozzanak, erősen, a kisérő belső szólamét gyengén, a dallam hangjait szintén erősebben kell megütni. A kéz feladata, hogy ezeket a súlyviszonyokat a nagyon gyors ugrások során figyelembe vegye és egyúttal egy zárt és egységes hanghatás benyomását keltse. Ez természetesen sok gyakorlásba kerül – de azt hiszem, bebizonyítottam –, hogy nagyon is lehetséges.” Koncertkörútjairól szóló úti beszámolói magyarul a Fővárosi Lapokban jelentek meg: Élmények Skandináviában, Három hét Szentpétervárott, valamint Utolsó utam – az olaszországi–svájci–franciaországi utazásáról. Visszaemlékezéseinek a harmadik kötetében részletesen beszámolt „vándorzenész” éveiről.
Az 1880-as évek közepétől érdeklődése és zeneszerzői tevékenysége fokozatosan a nagyszabású zenekari és kórusművek felé tolódott el. Alár című elbeszélő költeménye felhasználásával hozzákezdett az első operájához.

### Az állami színházak intendánsa (1891–1894)
1891-ben, zenei pályafutásának a 25. évében, kinevezték az állami színházak (a Nemzeti Színház, valamint a Magyar Királyi Operaház) intendánsává. Az ezzel járó feladatok egész embert követeltek, ezért feladta koncertzongorista karrierjét. A következő tíz évben nem is lépett fel nyilvánosan. Ugyancsak 1891-ben agyvérzést követően meghalt az édesanyja.
Zichy azzal a feltétellel vállalta el az intendánsságot, hogy megkapja az elődei által gyakorolt jogokat, amelyekről közvetlen elődje, Beniczky Ferenc lemondott. Ehhez gróf Szapáry Gyula belügyminiszter hozzájárult. Az új Szabályrendelet, amely 1891. február 1-jén lépett hatályba, jelentéktelen változtatásokkal egészen a II. világháborúig érvényben maradt. Már az intendánssága első évében elérte a krónikusan deficites Operaház és Nemzeti Színház pénzügyi helyzetének javulását. 1892. december 14-ei felterjesztésében javaslatot tett az énekesképzés átalakítására, valamint egy központi irányítású, országos operai hálózat kialakítására. Kimutatta, hogy a Nemzeti Színház elavult épülete lehetetlenné teszi a színvonalas munkát, az évtizedeken keresztüli toldozás-foldozás többet ártott, mint használt, és az 1893. március 28-ai beadványával kezdeményezte egy új Nemzeti Színház építését. A Szabályrendelet szellemében nagyon szorgalmazta a magyar operák színre vitelét. Míg Gustav Mahler idejében az újonnan bemutatott műveknek csak az ötöde volt magyar, addig Zichynél, aki ugyanannyi idő alatt másfélszer több új művet mutatott be, már a fele.
Az Operaház intendánsaként szerepet tulajdonítanak neki abban, hogy Mahler jóval szerződésének lejárta előtt megvált budapesti tisztségétől.
 Az Egyenlőség címü hetilap 1891. március 13-án úgy vélte – kihangsúlyozva, hogy híresztelésekre alapoz –, hogy Mahler csak a kezdet, mert Zichy "zsidót többé nem szerződtet, sőt a már szerződtetett zsidó tagokat is ki akarja [az Operaházból] invitálni." (Az aggodalom feleslegesnek bizonyult, mert sem Zichy idejében, sem azután, egészen 1939. július 1-ig semmi ilyesmi nem történt – a Nemzeti Zenedében sem, amelyet 1875 óta Zichy vezetett.)
Korabeli források szerint Zichy neve – mint lehetséges intendánsé – csak 1890. október végén merült fel, miután a kiszemelt jelöltek egyike sem vállalta a tisztséget. Intendánsi kinevezését gróf Szapáry Gyula belügyminiszter 1891. január 15-én kérelmezte, és Ferenc József 1891. január 22-én hagyta jóvá. Mahler viszont már 1890. január 1-jén írt egy felmondólevelet, 1890. szeptember 26-ai, október 11-ei, 14-ei, valamint november 7-ei leveleiben pedig tisztázta a szerződési feltételeit Bernhard Pollinival Hamburgban, és még Zichy 1891. február 1-jei hivatalba lépése előtt aláírta a szerződést. Az operaház kettejük általi közös vezetése mindössze hat hétig tartott, s az „együttműködésük” főképpen Mahler kilépési feltételeinek a kidolgozására, végkielégítésének a meghatározására korlátozódott. Mahler 20 000 Ft végkielégítést plusz 5 000 Ft nyugdíjjárulék visszatérítést kapott és 1891. március 14-én távozott. Első hamburgi fellépése két héttel később, 1891. március 29-én volt a Tannhäuserrel.
Kurt Blaukopf Mahler-kutató szerint ha Zichy "ügyesebb lett volna, megspórolhatott volna 25 000 forintot a kincstárnak. Mahler ugyanis már régóta elhatározta, hogy elhagyja Budapestet, és legkésőbb 1891. április 1-jéig elfoglalja hamburgi állását. De ezt titokban tartotta. Nem érdekelte, hogy a budapesti közönség, beleértve néhány barátját is, azt fogja hinni, hogy akarata ellenére elüldözték. Egy kis mártíromság még jól is jött neki." Valóban, ha Mahler maga mond le, vagy ha a Pollinivel folytatott tárgyalásaira fény derül, nem lett volna jogosult végkielégítésre. Zichynek nem volt esélye "ügyesebbnek lenni", mert Mahler Pollininek írt levelei  csak évtizedekkel később kerültek nyilvánosságra.
Diósy Béla zenekritikus úgy látta, hogy  „Az egyetlen ember, aki tisztában volt Mahler Gusztáv értékével, a vele történt méltánytalansággal és azzal a kárral, amely távozása által a magyar zeneművészetet érte, — gróf Zichy Géza volt. Sokszor beszéltem az öreg kegyelmes úrral erről a témáról és Zichy Géza mindig erélyesen tiltakozott az ellen az inszinuáció ellen, mintha ő Mahlert erőszakkal elkergette volna. — Fiam, ö maga tette lehetetlenné a pozícióját. Nem tudott az emberekkel bánni. Összeférhetetlen, goromba volt. A művészek nem akartak vele dolgozni […] Azonban legelsőrangu művész volt és én intendánsságom legnagyobb hibájának tartom, hogy elengedtem ezt az embert. Kijelentem önnek, ha tényleg ismét felkínálják nekem az intendaturát,  […] első teendőm lesz, hogy Mahlert visszahívom.” Diósy, aki majd harminc évig közeli kapcsolatban állt Zichyvel — tagja volt Zichy operabíráló bizottságának, tanára volt a Zichy vezette Nemzeti Zenedének és Budapesten, a Kozma utcai izraelita temetőben lett eltemetve — nevetségesnek tartotta azt a vádat, hogy Zichy antiszemita lett volna: "Zichy Géza egész életében, gondolkozásában, cselekedeteiben oly távol állott az antiszemitizmustól, mint a budapesti főrabbi"
Mahler távozásáról a következő olvasható Zichy emlékirataiban: „Amikor elfoglaltam a posztomat, az opera meglehetősen leromlott állapotban volt. Igaz, hogy egyes előadások, amelyeket Mahler dirigált, kiválóak voltak, de a fegyelem összességében aggasztóan lazult. Mahler zseniális ötletekkel gazdag tehetsége túl nagy volt ahhoz, hogy valamelyest jó igazgató lehessen. Ideges, durva és gyakran neveletlen fellépése kétségbeesésbe taszította az egész személyzetet. […] Kétségbeesett helyzetben voltam. Egyrészt meg akartam tartani az intézetnek ezt a zseniális embert, másrészt képtelen voltam lecsillapítani a rendkívül felháborodott személyzetet. A viszályok egyre sűrűsödtek. Támogattam Mahlert, amikor igaza volt, de nem tudtam és nem tehettem, amikor tévedett. Végül úgy tűnt, maga is belátta a helyzet kellemetlen voltát, és felmentését kérte, amelyet egy általam javasolt jelentős összeggel együtt meg is kapott a miniszter utasítására.”
Zichy 1894. április 11-én, feleségének váratlan halálát követően lemondott intendánsi posztjáról, és visszavonult a közéletből, hogy idejét gyermekei nevelésére fordíthassa. 1895-től 1916-ig, 21 esztendőn keresztül a Magyar Királyi Operaház zeneszerző-vendégkarnagya maradt.
1896-ban Zichy újra szóba került mint lehetséges intendáns. Tudatta Mahlerrel, hogy szívesen látná Budapesten mint művészeti igazgatót. Mahler hajlott erre – mint levelében írta, nagy elégtétel volna számára –, de aztán a Bécsi Operával folytatott tárgyalásai sikeresnek bizonyultak, és Zichyt sem nevezték ki.

### Az operaszerző évek (1895–1912)
|  |  |  |

Zichy már az 1880-as évek végén hozzákezdett első operájához, a történelmi tárgyú Alárhoz. Az idő haladtával egyre újabb és újabb részeket mutatott be különböző hangversenyeken. Nem akart (vissza)élni intendánsi hatalmával, bécsi bemutatót tervezett. Az opera végül 1894-ben lett kész, A bemutató színhelyeként Karlsruhe lehetősége is felmerült. Végül mégiscsak Budapesten volt a premier a millennium évében, 1896-ban. A bemutatón Zichy a művet hosszúnak és vontatottnak találta, ezért másnap törölte az egész harmadik felvonást. Budapesten összesen 16-szor került színre, utoljára 1905-ben. 1897-ben Karlsruhéban, 1898-ban Berlinben is előadták.
1893-ban színre vitte Leoncavallo Bajazzók-ját, a verizmus egyik legsikerültebb operáját, melynek hatására új operához kezdett, a Roland mesterhez. Ennek egyes részleteit a közönség már 1896-ban megismerhette. A bemutató 1899-ben volt, és 19-szer került színre, utoljára 1906-ban. 1900-ban Prágában, Hamburgban, Braunschweigben, 1901-ben pedig Antwerpenben és Magdeburgban ért el szép sikereket.
Zichy harmadik színpadi műve a Gemma című, háromfelvonásos drámai táncköltemény, amelyet 1903-ban Prágában mutattak be. Budapesten 1904-ben kilencszer is színre került. Bécsben 1916-ban, jelentősen átdolgozva került színre, és nyolcszor játszották.
|  |  |  |

Zichy a millenniumra készülve kezdett hozzá Rákóczi trilógiájához, melyből a második rész készült el először. Az operák szövegkönyvéhez felhasználta Rákóczi emlékiratait, valamint Mikes Kelemen írásait.
- A trilógia első operájának címe: II. Rákóczi Ferenc. Háromfelvonásos, magyar történelmi dalmű. Bemutatója 1909-ben volt Budapesten. Kilenc előadást ért meg, és utoljára 1916-ban játszották. Pozsonyban is bemutatták. Az opera a minden küzdésre elszánt hőst mutatja be.
- A trilógia második része az előjátékból és három felvonásból álló, Nemo című opera, amely 1905-ben került bemutatásra az Operaházban, és 27 előadást ért meg. Utoljára 1918-ban játszották. 1906-ban Boroszlóban és Rákóczi hamvainak hazaszállításakor Kassán is színre került. Ebben nem Rákóczi Ferencé a főszerep, hanem egy fiatal zenészé, akit, mivel nem hajlandó elárulni a nevét, Rákóczi Nemónak (Senkinek) nevez. Zichy ezzel a művel Zrínyi Ilonának – Thököly Imre feleségének és Rákóczi Ferenc anyjának – állított emléket. Ady Endre Péntek esti levelében élesen támadta a szövegkönyvet, és annak kapcsán a „magyarkodó” korszellemet.[128]
- A trilógia befejező része a Rodostó című, háromfelvonásos opera, mely 1912-ben került bemutatásra, és hat előadást ért meg. Boroszlóban is játszották. A bujdosó, száműzött Rákóczit jeleníti meg.

|  |  |  |

### Utolsó évei (1913–1924)
Az első világháború négy évében szinte állandóan úton volt, hogy a hadikórházakban saját példáján megmutassa az amputált sebesülteknek, hogy hogyan térhetnek vissza az önálló életbe, és hogyan szerezhetik vissza önbecsülésüket. Számukra írta A félkezű ember könyvét is. Ez mutatja azt is, hogy mekkora utat tett meg az egykori gondtalan fiatalember, aki az Egy elsülyedt vár című elbeszélésében 24 évesen a köznépet butának, tanulatlannak, a természet szépségeit meglátni képtelennek írta le. Tetétleni évei során kezdte megismerni és becsülni az alföldi parasztembereket: „egy büszke, erős és szűkszavú nép”. Évekig tartott, amíg sikerült megnyernie a bizalmukat. Észrevette azt is, hogy a magyar népzene – szemben az uralkodó közhittel – nem azonos a cigányzenével.  Ez magyarázza, hogy a háború alatt, közel 70 évesen, miért ezeket az embereket látogatta kül- és belföldi hadikórházakban. A katonák a „félkezűek professzorának” nevezték őt. Összes címe és kitüntetése közül Zichy erre volt a legbüszkébb.
Megírta visszaemlékezéseit, ez három kötetben jelent meg Stuttgartban Aus meinem Leben címmel (Deutsche Verlags-Anstalt 1911, 1913, 1920). Az első két kötet magyarul is megjelent Emlékeim címmel (Franklin kiadó, 1912, 1913). 1916-ban ünnepelte zenei pályafutásának ötven éves jubileumát. Megkapta a „Pro litteris et artibus” rendjelet. A budapesti Operaház színre vitte a teljes Rákóczi-trilógiát, ő viszont kifejezetten kérte, hogy semmiféle ünnepséget ne rendezzenek. A sajtóban számos méltatás mellett kritikus hangok is hallatszottak. Zichy a ráirányult figyelmet arra használta fel, hogy a koncertjeivel, előadásaival adományokat gyűjtsön a hadirokkantak javára.
Az első világháború elvesztése darabokra törte az Osztrák–Magyar Monarchiát, ez a Nemzeti Zenedét is alapjaiban rendítette meg. Pár héttel az őszirózsás forradalom után – annak a szellemében – a Nemzeti Zenede tanári kara Haraszti Emil, Kern Aurél és Diósy Béla vezetésével határozatot hozott Zichy eltávolítására és a Zenede újjászervezésére. Mivel Zichy nem volt hajlandó lemondani, először a belügyminiszterhez, majd annak a vonakodása miatt Károlyi Mihály miniszterelnökhöz fordultak, aki megígérte, hogy az ügyet ő maga fogja figyelemmel kísérni. Ennek eredményeképp 1918. november 29-én „Batthyány Tivadar gróf belügyminiszter […] felfüggesztette Zichy Géza grófot, a Nemzeti Zenede elnökét, valamint az intézetnek laikusokból álló választmányát, egyben a legszigorúbb vizsgálatot rendelte el”.
Zichy 1918. december 1-jén nyílt levélben tiltakozott mind az eljárás, mind a vádak ellen. A Tanácsköztársaság alatt Zichy a vidéki birtokára húzódott vissza, Haraszti pedig a forradalom ügyét támogatta, így a viszály 1919 végén folytatódott, és az ügyvezető igazgatók (Haraszti, Kern és Diósy) reformjavaslata alapján 1920. január 14-én államosították az intézetet. Ez ellen Zichy ismét a nyilvánossághoz fordult, de hasztalan. A kormány egy MTI-közleményben közzétette végleges és megfellebbezhetetlen álláspontját. Az új Nemzeti Zenede avatóünnepére nem ment el. Bár ereje fogyott, és nem sok reményt látott, 1921 januárjában még egy utolsó kísérletet tett.
A becsületsértési perekben – amelyek során Haraszti, Kern és Pekár számára nagyon kellemetlen részletek kerültek nyilvánosságra –, nem vett részt. A Zenede 1918 előtti jogi státuszának visszaállítását, valamint a becsülete helyreállítását már nem érte meg.
Nagyatádi Szabó István 1920-as földreformját – szemben a főrendiek túlnyomó többségével – helyeselte. Földbirtokaiból 1000 holdat adott el a Magyar Földhitelintézetek Országos Szövetsége útján a tetétleni lakosoknak.
1921 márciusában agyvérzés érte. Csak nehezen és sokára gyógyult ki. Miután rendbe jött, tetétleni birtokára utazott, hogy ott majd „sajtó alá rendezi eddig kötetbe nem gyűjtött s nagy számmal még egyáltalán nem is közölt költeményeit, folytatja emlékiratait s egybegyűjti összes zeneszerzeményeit.”
1924. január 15-én meghalt. Az intézmények, amelyeknek a tagja volt, valamint az újságok vezető helyen ismertették életútját és méltatták tevékenységét: „Egy nagy történelmi nemzetség ivadéka, nemzedéké, mely hazánk sorsára az idők folyamán sokféleképpen gyakorolta hatását. Vármegyei és országos szereplések hagyták maradandó nyomait a Zichy-család szereplésének. Zichy Géza e tekintetben letért ősei nyomdokáról. Hivatása nem a politika tövises terére, nem a szűkebb értelemben vett közéleti szereplés ösvényeire terelte őt […] A zene múzsája és a költészet nemtője nyújtotta ki érte a kezét. És ő állt a két nemtő között és sokáig habozott, hogy melyiket kövesse, végül is odaadta fele lelkét az egyiknek, felét a másiknak. Talán e megosztottság volt akadálya annak, hogy akár az egyikben, akár a másikban megközelítse a legmagasabb csúcsokat […] Zichy Géza lelkes magyar volt gondolkozásában, egyéni és magyaros művészetében, rajongó és ideális, mint művész. Hazája szerencsétlensége öregségét gyászba borította. Korával haladt ugyan, de nem volt e kor gyermeke. Egy, a forradalmakkal eltemetett világ szép és vonzó alakja volt ő.”

## Házassága és leszármazottjai
1871. szeptember 10.-én Budapesten feleségül vette gróf karátsonyfalvi és beodrai Karátsonyi Melánia Eugénia Georgina Anna Laurentia Klotild Margit (*Krisztinaváros, Buda, 1855. szeptember 16.–†Budapest, 1894. április 10.) kisasszonyt, csillagkeresztes hölgyet, gróf Karátsonyi Guido (1817-1885) nagybirtokos, politikus, és puchói és csókai Marczibányi Anna Mária lányát. A házasságukból született:
- gróf Zichy Ilma (1872. augusztus 19.–Pozsony, 1911. október 31.).[180] Férje: báró walhborni Czikann Móric (Bécs, 1847. április 23.–Pozsony, 1909. április 19.), valóságos belső titkos tanácsos, osztrák-magyar követ és meghatalmazott miniszter.[181]
- gróf Zichy Mária Melánia (Budapest, 1875. október 29.–Nagyláng, 1944. május 31.)
- gróf Zichy Margit (*Graz, 1874. július 15.–†Baden bei Wien, 1963. január 30.) csillagkeresztes hölgy. Férje, gróf zicsi és vásonkeői Zichy János (Nagyláng, 1868. május 30. – Nagyláng, 1944. január 6.) jogász, császári és királyi kamarás, valóságos belső titkos tanácsos, nagybirtokos, a Magyar Királyság kultuszminisztere, legitimista politikus, agrárius, az MTA igazgató tagja (1925), az Aranygyapjas rend lovagja.
- gróf dr. Zichy Géza (Budapest, 1882. november 3.–Budapest, 1941. július 26.), császári és királyi kamarás, földbirtokos.[182] Felesége: gróf Maria Theresia von Bissingen und Nippenburg (Budapest,1885. május 19.–Budapest, 1957. április 20.)

## Jelentősége

### Kortársai számára
A főrangúak között kevés olyan kivételes egyéniség ismert, aki a művészetek terén annyira áldásos és termékeny működést fejtett ki – minden esendőségével együtt is –, mint gróf Zichy Géza. A hazai kultúra fejlődését tartotta szem előtt, mecenatúrájával a magyar tehetség támogatását és kibontakozását segítette elő. Minden saját művészeti tevékenységéből szerzett jövedelmét visszafordította a hazai kultúra javára. Támogatásaival, ösztöndíjaival, jótékonysági adományaival kimagaslóan képviselte a nemességet a magyar kulturális életben. Helyzeténél fogva önálló magyar művek létrehozását elősegítő operapályázatot írt ki, valamint ezzel párhuzamosan operabíráló bizottságot hozott létre. "Zichy gróf egyike azon mágnásainknak, aminők minden időben és korban voltak, hogy a többiekért – folytonosan kiengesztelve tartsák a nemzetet. Egy ember, akinek tizenötezer hold földje van, s aki mégis minden idejét a közügyeknek, az irodalomnak szenteli, méltán megérdemli, hogy mindenki megbecsülje." – írta Mikszáth Kálmán a Szegedi Naplóban 1881-ben
1884-ben művészi eredményei és jótékonysági tevékenysége elismeréseként megkapja az Osztrák Császári Lipót-rendet, 1901-ben pedig a zeneművészet terén szerzett érdemei elismeréséül a Ferenc József-rend nagykeresztjét. Koncertkörútjai során számos külföldi rendjel tulajdonosa lett. 1876-ban a Petőfi Társaság, 1878-ban a Kisfaludy Társaság, 1911-ben a Magyar Tudományos Akadémia beválasztotta a tiszteletbeli tagjai közé.
Neves zeneszerzők ajánlották a műveiket Zichynek: Liszt Ferenc (A bölcsőtől a sírig, A magyarok istene), Charles-Marie Widor (Zongoraötös Op. 68, Nr 2), Ferdinand Thierot (Zongoranégyes Op. 30), Robert Volkmann (3 Hochzeitslieder Op. 71), Emil Sauer (Koncertetűdök Nr 28: Waldandacht). Zaubersee című balladáját Liszt Ferenc zenésítette meg, aki a koncertjein játszotta Zichy műveit is.
Eduard Hanslick, a 19. század egyik legjelentősebb zeneesztétája így értékelte Zichy szerzeményeit és zongorajátékát (korabeli magyar fordításban): „ […] azt a látszatot tudja kelteni, mintha tíz és nem öt ujjal játszanék. Gróf Zichy Géza egy füzet balkézre való etüde-öt komponált, mely Hellgelnél jelent meg Párisban és Liszt Ferencnek van ajánlva. E füzet átlapozásánál alig foghatja meg az ember, hogy mint lehetséges, mindezt egy kézzel keresztülvinni, s a szerző mégis véghezvitte a csodát, a mint ezt egyik etüdejének előadása által fényesen bebizonyította. Ehhez, a bal kéz rendkívüli gyakorlottságán kivűl, még annak öntudata is szükséges, hogy a jobb kéz hiányzik. Sokkal, a mit gróf Zichy tud, még Dreyschock, a bal-kéz legelső uralkodója sem lett volna képes megbirkózni, mert ő nem volt kizárólag és mindenkorra a balkézre utalva s baljának a lehető legtökéletesebb kiképzését nem más akadályozta, mint épen jobbja. Gróf Zichy Géza a maga nemében csodálatra méltó speciálitássá képezte ki magát; de igazságtalanságot követnénk el, ha csak játékát mondanók bámulatosnak. A mi leginkább gyönyörködtetett, az Mendelssohn »A dal szárnyain« című dalának lágy, megkapó előadása volt. Ez magasabbra helyezi őt mint zenészt a legcsodásabb bravournál; a ki egy egyszerű melódiát igy képes előadni, akár egy, akár pedig két kézzel, azzal a művészet nem csupán balkézre lépett frigyre.”
Míg a zongorista Zichy az egyedülálló teljesítménye révén kizárólag bámulatot aratott, addig az író-költő és operaszerző Zichy a kritikák széles spektrumát kapta: „Zichy Géza kegylesői […] odáig mentek hizelkedésükben, hogy komolyan indítványozták a sajtóban egy magyar Bayreuthnak a fölállitását, ahol évente előadták volna a Rákóczi-trilogiát. Evvel a bizantinizmussal szemben állott a vaskalaposok antagonizmusa, akik Zichy Gézának nem tudták megbocsátani, hogy — ha talán kevesebb szaktechnikai felkészültséggel — de mindenesetre sokkal több tehetséggel rendelkezett, mint ők.” A Népszava az arisztokratát támadta benne. Szakszerű és alapos elemzések a Pester Lloydban jelentek meg August Beertől németül, illetve a Pesti Hírlapban Béldi Izortól magyarul. Zichy a szélsőséges kritikákat ignorálta, a szakszerűeket hasznosította, a jó humorúakat „díjazta”.

### Az utókor számára
1939-ben, születésének 90., halálának 15. évfordulóján Zichyt így méltatták:
„Zichy alkotóművészete a verbunkos szellemű műzene útján jár. Romantikus, nemzeti jellegű, nyugati zenei formákhoz alkalmazkodó. […] a színpadi műveknek értéke nem egységes, még az egyes operák keretein belül sem. Emelkedett oldalak naiv szavakkal váltakoznak, de Zichy öt dalműve egészében a rajongó muzsikuslélek magyar akarását tükrözi, aki a magyar opera megteremtésén céltudatosan és fáradhatatlanul munkálkodott. Zeneszerzői működésének ez a legnagyobb érdeme. […]több mint fél évszázadon át alig volt a magyar zenei életnek olyan eseménye, melynek megindításában és eredményei érdekében ne tevékenykedett volna. Buzdított, serkentett és irányított. Nézeteinek, szavának rendkívüli súlya volt […] A köztudatban Zichy Géza gróf és a Nemzeti Zenede egyet jelentett. A Zenedének bőkezűségben két kifogyhatatlan mecénása volt: Liszt Ferenc és Zichy Géza. Száz év alatt ők tettek legtöbbet az intézetért.”
„Irodalmi széplélek volt. Jelentős író és nem jelentéktelen költő. írt regényt, elbeszélést, drámát, útirajzot s nem utolsó érdemeként említjük összes színpadi művének szövegkönyvét, valamint kisebb arányú költeményeit. Lendületes, tiszta tolla tiszteletet érdemel”.
Rodriguez Endre 1941-es, Néma Kolostor című filmjének zenéjét Zichy Géza szerzeményeiből állították össze.
Magyarországon a Rákosi-korszakban az arisztokráciát kártékony parazitának és a népellenségének minősítették, ezért 1949-ben, Zichy születésének 100. évfordulóján semmilyen megemlékezést nem tartottak. 1966-ban – a Kádár-korszakban – Zichy neve szóba se jöhetett, amikor a Zenede utódintézményének új nevet kerestek. Ez az ideológia a zenetudományban/zenekritikában is meghatározó volt, úgyhogy Zichy egész addig nem került vissza a köztudatba, amíg Németh Amadé ki nem adta a Mahler-könyveit, amelyekben Zichyt a Kádár-korszak ideológiájának megfelelő megvilágításban jelenítette meg. Így azután a Mahlerrel kapcsolatos cikkekben „Zichy-hez hasonló jöttmentek”-ről írtak. A rendszerváltás óta gróf Széchenyi István ismét „A legnagyobb magyar”, de még 2000-ben is jelentek meg Zichyt egyoldalúan és elfogultan megítélő írások. 2024-ben Zichy Géza neve a Zenede utódintézményének önéletrajzában még mindig nem szerepelt, és az 1870–1920 közötti 50 év helyén fekete lyuk tátongott.
Retkes Attila 2011-ben a következőképpen értékelte a Nemzeti Zenede Zichy-korszakát: „1875 után, […] gróf Zichy Géza elnöksége és Bartay Ede igazgatása idején a Nemzeti Zenede egyik virágkorát élte.” „A Nemzeti Zenede Zenekarának 1890 és 1918 közötti működését áttekintve nyilvánvaló, hogy az együttes – a növendékhangversenyek színvonalán messze túlmutató, reprezentatív fellépéseivel és igényes, változatos, sokszor merészen újszerű műsorválasztásaival – a magyar zenekari kultúra korai történetének fontos szereplőjévé vált.”
Az 1980-as években a nyugati világ zenetudományában szemléletváltozás kezdődött, amely – egyebek között – elfelejtett vagy mellőzött zeneszerzők (újra)felfedezéséhez vezetett. Theodore Edel egy teljes fejezetet szentelt Zichynek a csak egy kezet használó zongoristák számára írt zenéről szóló könyvében. Annak, hogy Zichy műveit még mindig alig játsszák, nem a politika az oka: 
- a szokványos zongorarepertoár unalomig ismert és játszott darabjai[207] se nem igénylik, se nem fejlesztik azt a pedáltechnikát, illetve az ujjak olymérvű függetlenségét[137], amelyek a „félkézzel négykezest-játszáshoz”[5] szükségesek. Továbbá – mint Eduard Hanslick írta – a zongoristákat a bal kezük lehető legtökéletesebb kiképzésében nem más akadályozza, mint éppen a meglevő jobb kezük;
- nagy apparátust igénylő színpadi művek bemutatása, felújítása költséges és kockázatos vállalkozás. Ezért a világ operatermésének csekély töredéke látható-hallható az operaházakban. Nagyon nehéz megjósolni, hogy a 19. században keletkezett kb. száz magyar operából – közülük csak Erkel Hunyadija és Bánk bánja maradt programon – melyiknek lenne esélye sikerre, mennyire térülne meg a befektetés. Németh Amadé 1985-ben egy 18 részes előadássorozathoz válogatott közülük[208] – nem lehet eléggé értékelni az ehhez szükséges, hatalmas munkát –, de a felmérés, hogy mely művek keltették fel a közönség érdeklődését, sajnos elmaradt.

2016-ban a brazil zongorista és zeneszerző Artur Cimirro az Acte Préalable kiadó számára CD-re játszotta Zichy Géza zongoraműveit. Jonathan Welsh kritikája szerint Nehéz elhinni, hogy itt csak egy kéz dolgozik, mivel a részletgazdagság hihetetlen szintű. Schubert ’Rémkirályának’ bal kézre komponált, lehetetlenül nehéz átiratában mindössze öt ujjal mutatja be Schubert remekművének szereplőit. Nemcsak a zongorista számára hihetetlen teljesítmény; megmutatja Zichy jelentős rendezői képességeit is. Az egy kézzel született angol zongoraművész, Nicholas McCarthy rendszeresen játszik Zichy-műveket a koncertjein.

## Művei

### Zeneművei
- Operák
  - Alár[211] – bemutató: Budapest 1896[212][213][214], Karlsruhe 1897, Berlin 1898, Bécs 1905
  - Roland mester[215][216] – bemutató: Budapest 1899[217], Prága 1900, Hamburg 1900, Braunschweig 1900, Antwerpen 1901, Magdeburg 1901, Temesvár 1905[218]
  - Nemo[219][220] (Rákóczi trilógia II) – Bemutató: Budapest 1905[221][222][223], Boroszló 1906[224]
  - II. Rákóczi Ferenc[225][226] (Rákóczi trilógia I) – bemutató: Budapest 1909[227][228]
  - Rodostó[229][230] (Rákóczi trilógia III) – bemutató: Budapest 1912[231], Prága 1916[232][233]
- Zenekari művek	
  - Liszt-Marsch (1886)
  - L’histoire d’un chateau (Egy vár története) – 12 pièces caractèristiques pour grand orchestre (1888)
  - Magyar verbunkos (1888)
  - Concerto in Esz Dur zongorára és zenekarra – bemutató: Budapest 1901[234]
  - Ünnepi nyitány – bemutató: Kolozsvár 1906
  - Ünnepi hangok – bemutató: Arad 1913
- Balett	
  - Gemma[235] – táncjáték – bemutató: Prága, 1903, Budapest, 1904, Bécs 1916
- Kórusmü, ének 	
  - Zách Klára – ballada – Arany János nyomán, (1870)[236]
  - Zaubersee – ballada – Liszt Ferenc hangszerelésében (1885)
  - Ablak alatt – dalok zongorakísérettel a Dalnok útja ciklusból (1885)
  - Dolores – kantáta [237]- (1888)[238]
  - Szerenád – férfikarra, kísérettel (1886)
  - A vízaknai hősök – férfikarra, kísérettel (1892)
  - Katholikus magyar ének – énekhangra, zenekari kísérettel
  - Ave Maria – énekhangra, zenekari kísérettel
  - Arany-lakodalmas ének – énekhangra, zenekari kísérettel
  - A zene – énekhangra, zenekari kísérettel- bemutató: Budapest 1895[239]
- Zongora – Átiratok balkézre	
  - J. S. Bach – Chaconne BWV 1004
  - F. Chopin – Polonaise in A Dur op. 40 no. 1
  - F. Liszt – Nocturne no. 3 a Szerelmi álmokból
  - Fantazia Wagner 'Tannhäuser'-jének motívumaira (1884)
- Zongora – Átdolgozások balkézre	
  - Rákóczy Induló
- Zongora – Saját szerzemények balkézre	
  - Piano Sonata for the Left Hand
  - 4 Etudes de concert pour la main gauche seule (1879)
  - 6 Etudes pour la main gauche seul (1878)[240]
  - Művészinduló (1879)
  - Két zongoradarab
  - Liebestraum-Fantasie
  - Serenade pour la main gauche seul
- Zongora – Saját szerzemények két kézre	
  - Liszt-Induló
  - Idyll
  - Nász-Gavotte
  - Bevonuási induló és király-hymnus az Alár címü operából
  - Divertimento
- Hegedü-zongora	
  - Liebestraum-Fantasie (Hubay Jenő átdolgozásában)
  - Ungarische Fantasie

### Irodalmi munkái
- Színművei
  - Phrenolog – vígjáték – bemutató: 1871, Nemzeti Szinház[241]
  - A szerelem harca – dráma, bemutató: 1876, Nemzeti Szinház[242]
  - Tízparancsolat – vígjáték – bemutató: 1898, Pozsonyi Szinház[243]
- Szépirodalmi művei
  - Az álom regénye. Pest, 1872[244]
  - Egy elsülyedt vár. Elbeszélés, 1873[245][246]
  - A boldogság útja. Költ. beszély, Budapest, 1875[247]
  - Költemények. Kiadta a Petőfi Társaság Budapest, 1877[248]
  - A leányvári boszorkány. Költői beszély, Zichy Mihály 13 rajzával. Budapest, 1881[249]
  - Alár. Költ. beszély. Budapest, 1883[250][251]
  - Utolsó utamról (Olaszország, Svájc, Franciaország). Budapest, 1886[252]
  - Élmények Skandináviában. Budapest, 1887[253]
  - Három hét Szentpétervárott. Budapest, 1889[254]
  - Újabb költeményei. Budapest, 1892[255]
  - Katholikus magyar egyházi ének. Budapest, 1895[256]
  - Lourdes. Budapest, 1895[257]
  - Elvi kommunisták. Élményeim a kommunizmus alatt. Budapest, 1920[151]
- Írásai 
  - Emlékezés Liszt Ferencre – Magyar Salon, 1886. szeptember[258]
  - Liszt Ferenc emlékbeszéd – A Zene, 1911. október[259]
  - Liszt Ferenc – székfoglaló az MTA-ban, 1911[260]
  - A félkezű ember könyve – utasítások, miként lehetsz félkézzel önálló. Franklin kiadó Budapest, 1915
  - Aus meinem Leben I–III. Stuttgart, Deutsche Verlags-Anstalt 1911, 1913, 1920 (első két kötete magyarul is megjelent: Emlékeim I–II Franklin kiadó Budapest, 1912/13.)
  - Liszt Ferenc – Zenei Szemle, 1917. március[258]

## Kitüntetései
| Dátum      | Kitüntetés – indoklás                                                                                            |
| ---------- | --- |
| 1916-05-17 | Pro litteris et artibus – művészi pályafutásának ötvenéves jubileumára                                           |
| 1916-03-25 | Porosz vöröskereszt-rendjel 2. és 3. osztályú kommandőr-keresztje – művészi pályafutásának ötvenéves jubileumára |
| 1901-03-17 | Ferenc József-rend nagykeresztje – a zeneművészet terén szerzett érdemeiért                                      |
| 1894-02-04 | Valóságos Belső Titkos Tanácsosi cím – az Operaház intendánsaként végzett munkájáért                             |
| 1889-12-30 | Orosz császári Szt.-Annarend középkeresztje                                                                      |
| 1889-01-18 | Olasz vaskoronarend középkeresztje                                                                               |
| 1888-02-16 | Dán Danebrog-rend középkeresztje                                                                                 |
| 1888-02-16 | Svéd Wasa-rend középkeresztje                                                                                    |
| 1884-08-12 | Osztrák Császári Lipót-rend – a művészet terén, valamint jótékonysága által szerzett érdemeiért                  |
| 1883       | Porosz Koronarend                                                                                                |
| 1882       | Császári és Királyi Udvari Kamarás                                                                               |
| 1881-05-21 | Nassaui Adolf-rend középkeresztje                                                                                |

Az Akadémiai Almanachok további kitüntetéseket is felsorolnak, de Német koronarend nem létezett, csak Porosz koronarend; s a badeni Záhringi-OroszIán-rend adományozását, illetve viselésének engedélyezését Zichy számára a hivatalos közlönyök nem igazolják. Ugyanez érvényes a más forrásokban említett Francia Becsületrendre, a Belga Lipót-rendre, valamint a Román Korona-rendre is.

## Névadó
- Zichy Géza Zeneiskola – Hajdúszoboszló
- Zichy Géza utca – Budapest – A Zuglói Önkormányzat 2018-ban emléktáblát helyezett el Zichy villájának kerítésén (6. szám).

## Diszkográfia
- Géza Zichy: Complete Piano Transcriptions, Artur Cimirro, Acte Préalable (AP0372), 2016
- Géza Zichy: Complete Piano Works, Artur Cimirro, Acte Préalable (AP0371), 2016
- Solo (Liszt/Zichy: Szerelmi álmok Nr 3), Nicholas McCharty, Parlaphone Records, 2015

## Hanganyag
- Liszt/Zichy: Szerelmi álmok (3)
- Schubert/Liszt/Zichy: A rémkirály